# Feldkirchen-Westerham
Feldkirchen-Westerham è un comune tedesco di 10 932 abitanti, situato nel land della Baviera.